# Franklin (Minnesota)
Franklin es una ciudad ubicada en el condado de Renville en el estado estadounidense de Minnesota. En el Censo de 2010 tenía una población de 510 habitantes y una densidad poblacional de 181,65 personas por km².

## Geografía
Franklin se encuentra ubicada en las coordenadas 44°31′52″N 94°53′6″O / 44.53111, -94.88500. Según la Oficina del Censo de los Estados Unidos, Franklin tiene una superficie total de 2.81 km², de la cual 2.81 km² corresponden a tierra firme y (0%) 0 km² es agua.

## Demografía
Según el censo de 2010, había 510 personas residiendo en Franklin. La densidad de población era de 181,65 hab./km². De los 510 habitantes, Franklin estaba compuesto por el 93.14% blancos, el 0.2% eran afroamericanos, el 1.37% eran amerindios, el 1.57% eran asiáticos, el 0% eran isleños del Pacífico, el 0% eran de otras razas y el 3.73% pertenecían a dos o más razas. Del total de la población el 1.76% eran hispanos o latinos de cualquier raza.